# (1152) Pawona
(1152) Pawona ist ein Asteroid des Hauptgürtels, der am 8. Januar 1930 vom deutschen Astronomen Karl Wilhelm Reinmuth in Heidelberg entdeckt wurde. 
Mit der Benennung des Asteroiden wurde die Zusammenarbeit des österreichischen Astronomen Johann Palisa und des deutschen Astronomen Max Wolf geehrt.